# Tuve Larsson

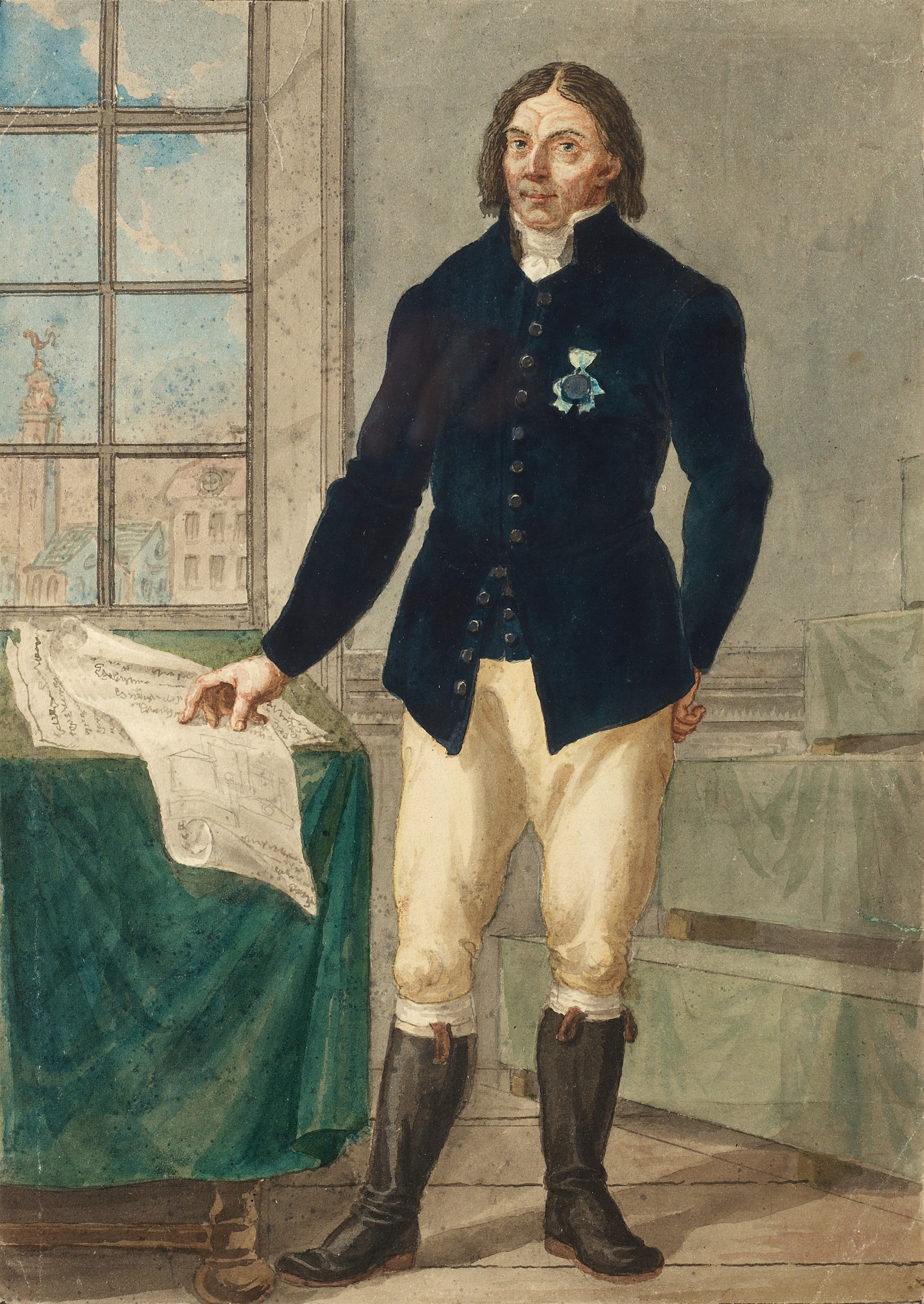
Tuve Larsson avmålad år 1810 av Carl Wilhelm Svedman.

Tuve Larsson, född 7 februari 1765 i Osby församling, Kristianstads län, död där 13 december 1836, var en svensk riksdagsman i bondeståndet. Han var son till riksdagsmannen Lars Tuvesson och Elna Olufsdotter. Larsson var riksdagsman från sent 1700-tal, han stödde aktivt Jean Baptiste Bernadottes kampanj till att bli Sveriges kronprins vid den urtima riksdagen 1810 i Örebro.

## Bakgrund
Tuve Larssons föräldrar var bönder från Osby socken och hans far hade före honom varit riksdagsman. Han bebodde gården Hasslaröd mellangård.
Ett porträtt i helfigur av Carl Wilhelm Svedman finns i privat ägo.